# Visconte Bridport

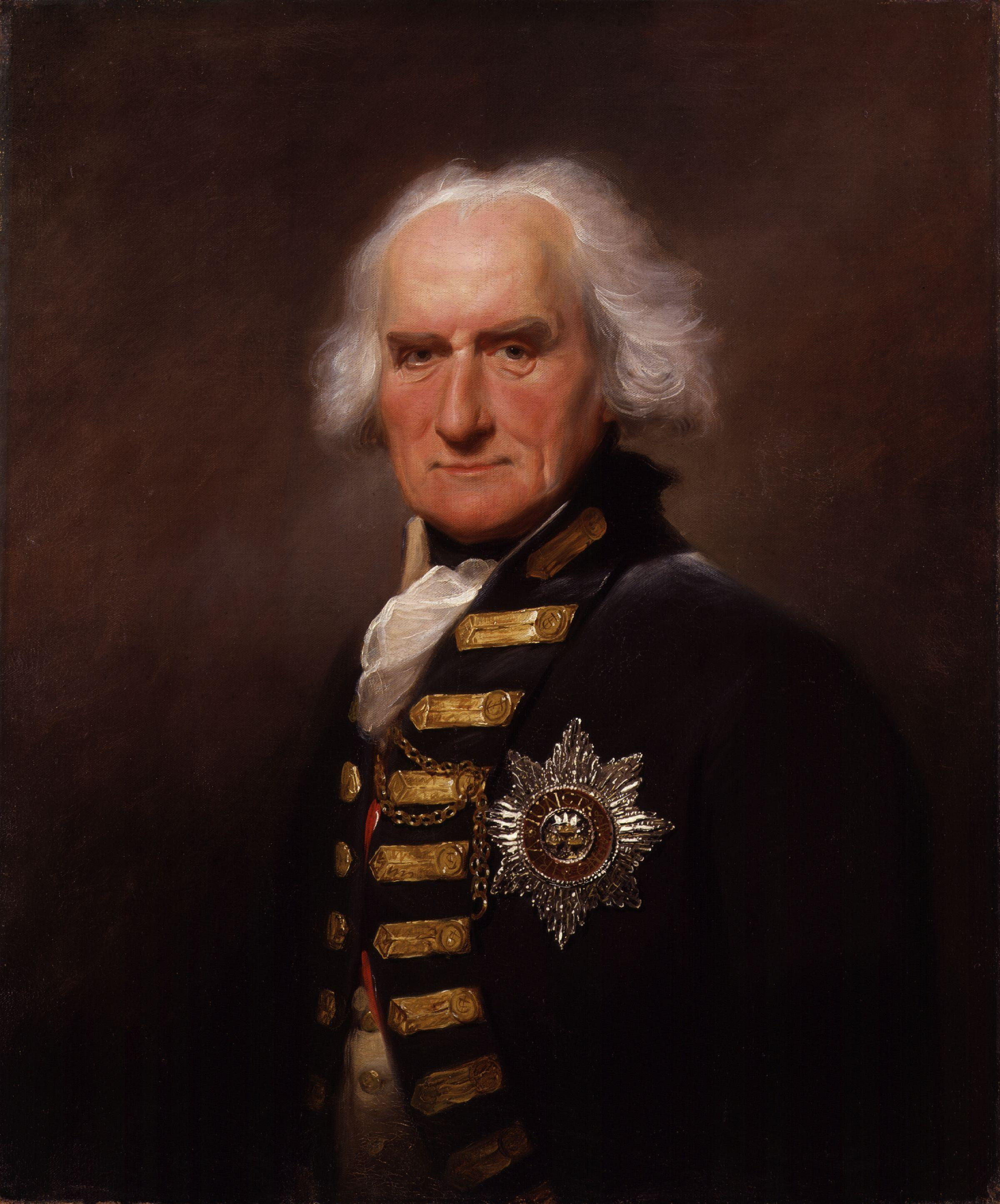
Alexander Hood, I visconte Bridport, in un ritratto di Lemuel Francis Abbott del 1795.

Visconte Bridport è un titolo nobiliare che venne creato due volte, la prima nella Parìa di Gran Bretagna e la seconda nella Parìa del Regno Unito. La prima creazione del titolo si estinse nel 1814 mentre la seconda esiste tutt'oggi.

## Storia
Sir Alexander Hood, fratello minore di Samuel Hood, I visconte Hood, era un promettente comandante di marina. Nel 1794 egli venne creato Barone Bridport nella Parìa d'Irlanda, titolo che rimase poi al suo pronipote Samuel Hood, figlio secondogenito di Henry Hood (poi II visconte Hood), figlio primogenito di Samuel Hood, I visconte Hood. Nel 1796 egli venne creato Barone Bridport, di Cricket St Thomas nella contea del Somerset, nella Parìa di Gran Bretagna, e nel 1800 ottenne il titolo di Visconte Bridport, di Cricket St Thomas nella contea del Somerset, anche nella Parìa di Gran Bretagna. 
Lord Bridport morì senza eredi maschi nel 1814 e così la baronìa del 1796 e la vicecontea si estinsero. Ad ogni modo, egli venne succeduto nella baronìa del 1794 dal pronipote Samuel Hood, II barone. Nel 1810 egli sposò lady Charlotte Mary Nelson, III duchessa di Bronte, unica figlia ed erede di William Nelson, I conte Nelson, fratello maggiore di Horatio Nelson, I visconte Nelson (al quale il ducato era stato conferito). Lord Bridport venne succeduto in tutti i suoi titoli ed in quelli della moglie dal figlio primogenito che nel 1868 venne creato Visconte Bridport, di Cricket St Thomas nella contea del Somerset e di Bronte nel regno d'Italia, nella Parìa del Regno Unito. 

## Visconte Bridport; prima creazione (1800)
- Alexander Hood, I visconte Bridport (1726–1814)

## Barone Bridport (1794)
- Alexander Hood, I visconte Bridport, I barone Bridport (1726–1814)
- Samuel Hood, II barone Bridport (1788–1868)
- Alexander Nelson Hood, III barone Bridport (1814–1904) (creato Visconte Bridport nel 1868)

## Visconte Bridport; seconda creazione (1868)
- Alexander Nelson Hood, I visconte Bridport (1814–1904)
- Arthur Wellington Alexander Nelson Hood, II visconte Bridport (1839–1924)
- Rowland Arthur Herbert Nelson Hood, III visconte Bridport (1911–1969)
- Alexander Nelson Hood, IV visconte Bridport (n. 1948)

## Duca di Bronte (1799)
- Horatio Nelson, I duca di Bronte (1758–1805)
- William Nelson, II duca di Bronte (1757–1835)
- Charlotte Mary Nelson, III duchessa di Bronte (1787–1873)
- Alexander Nelson Hood, IV duca di Bronte (1814–1904) (vedi sopra)
- Arthur Wellington Alexander Nelson Hood, II visconte Bridport, V duca di Bronte (1839–1924)
- Rowland Arthur Herbert Nelson Hood, III visconte Viscount Bridport, VI duca di Bronte  (1911–1969)
- Alexander Nelson Hood, IV visconte Bridport, VII duca di Bronte (n. 1948)